# Eleição para governador de Washington em 2004
A eleição para governador do estado de Washington em 2004 foi realizada em 2 de novembro de 2004 e ganhou atenção nacional por ser a eleição mais acirrada do ano, e uma das mais acirradas da História dos Estados Unidos. O senador republicano Dino Rossi foi declarado o vencedor na contagem inicial e novamente na outra recontagem posterior. Foi na terceira recontangem que Christine Gregoire, uma democrata, assumiu a liderança por uma margem de 129 votos.
Embora Gregoire tenha sido empossada como governadora de Washington em 12 de janeiro de 2005, Rossi não admitiu formalmente e pediu uma nova eleição sobre as preocupações sobre a integridade da eleição. O Partido Republicano apresentou uma ação judicial contestando a eleição, mas o juiz decidiu que a eleição era legítima, alegando a falta de evidências de sabotagem eleitoral deliberada. Rossi optou por não apelar para a Suprema Corte de Washington, formalmente concedendo a derrota em 06 de junho de 2005. Gregoire é a segunda governadora de Washington.